# Elberfeld-West
Elberfeld-West (letteralmente: «Elberfeld ovest») è uno dei distretti urbani (Stadtbezirk) in cui è suddivisa la città tedesca di Wuppertal.

## Suddivisione
Il distretto è diviso in 7 quartieri (Stadtteil):
- 10 Sonnborn
- 11 Varresbeck
- 12 Nützenberg
- 13 Brill
- 14 Arrenberg
- 15 Zoo
- 16 Buchenhofen